# Mucropetraliella halei
Mucropetraliella halei is een mosdiertjessoort uit de familie van de Petraliellidae. De wetenschappelijke naam van de soort is voor het eerst geldig gepubliceerd in 1928 door Livingstone.